# International Ocean Shipping Building
International Ocean Shipping Building é um arranha-céu, actualmente é o 142º arranha-céu mais alto do mundo, com 232 metros (762 ft). Edificado na cidade de Xangai, República Popular da China, foi concluído em 2000 com 50 andares.